# Abernathyite
L'abernathyite est un minéral radioactif rare de la classe des phosphates, un arséniate d'uranyle et de potassium hydraté, de formule chimique K2(UO2)2(AsO4)2·6H2O, de couleur jaune. Il a une dureté comprise entre 2 et 3, une densité de 3,32-3,572 g/cm³ et cristallise dans le système cristallin tétragonal. Il a été nommé en l'honneur de Jess Abernathy, de Moab, Utah, USA, propriétaire de la mine où furent découverts les premiers échantillons. Il fut décrit pour la première fois en 1956 par M.E. Thompson, B. Ingram et E.B. Gross,.

## Classification
Selon la classification de Nickel-Strunz, l'abernathyite appartient à "08.EB: Phosphates et arséniates d'uranyle, avec un rapport UO2:RO4 = 1:1", avec les minéraux suivants : autunite, heinrichite, kahlerite, nováčekite-I, saléeite, torbernite, uranocircite, uranospinite, xiangjiangite, zeunérite, métarauchite, rauchite, bassetite, lehnerite, méta-autunite, métasaléeite, métauranocircite, métauranospinite, métaheinrichite, métakahlerite, métakirchheimerite, métanováčekite, métatorbernite, métazeunérite, przhevalskite, méta-lodevite, chernikovite, méta-ankoléite, natrouranospinite, trögerite, uramphite, uramarsite, threadgoldite, chistyakovaïte, arsénuranospathite, uranospathite, vochtenite, coconinoïte, ranunculite, triangulite, furongite et sabugalite.

## Occurrence et formation
L'abernathyite se forme comme revêtement de fissures dans des grès bitumineux contenant des dépôts d'uranium. Le minéral se trouve en association avec la heinrichite, la scorodite et la zeunérite. L'abernathyite est connue en France, en Allemagne, en Pologne, en Afrique du Sud et aux États-Unis.